# Streptocarpus prostratus
Streptocarpus prostratus är en tvåhjärtbladig växtart som först beskrevs av Jean-Henri Humbert, och fick sitt nu gällande namn av Brian Laurence Burtt. Streptocarpus prostratus ingår i släktet Streptocarpus och familjen Gesneriaceae.

## Underarter
Arten delas in i följande underarter:
- S. p. major
- S. p. prostratus